# SIG P220
SIG Sauer P220 је полуатоматски пиштољ развијен 1975. од стране швајцарске компаније ,,SIG" и немачке фирме ,,J. P. Sauer & Sohn". Пиштољ ,,SIG Sauer P220" је први заједнички пројекат двеју партнерских компанија. СИГ-Сауер је касније на основу модела P220 развио читаву породицу пиштоља који су наследили много његових позитивних карактеристика као и препознатљив облик.
По узору на Сиг је развијен и домаћи пиштољ ЦЗ99.